# Prednji nakrivni mišić
Prednji nakrivni mišić (lat. musculus scalenus anterior) je mišić lateralne strane vrata iz skupine nakrivnih mišića. Mišić inerviraju prednji ogranci 5., 6. i 7. vratnog moždinskog živca (C5-C7).

## Polazište i hvatište
Mišić polazi s poprečnih nastavka vratnih kralješaka (3. – 6.), ide prema dolje i hvate se na gornju stranu prvog rebra.